# Митрофан (Абрамов)
Єпископ Митрофан (у миру Микола Іванович Абрамов, в схимі Макарій; 1876, слобода Стара Крейдяна, Богучарский повіт, Воронезька губернія — 4 листопада 1945, Белград) — єпископ Сербської православної церкви на спокої, до 1922 року — єпископ Російської православної церкви, єпископ Сумський, вікарій Харківської єпархії.

## Біографія
У 1892 році закінчив Павлівське духовне училище, в 1898 році — Воронезку духовну семінарію по I розряду і в 1902 році Казанську Духовну Академію зі ступенем кандидата богослов'я, з правом викладання в семінарії та з правом отримання ступеня магістра без нового усного випробування.
По закінченні семінарії служив викладачем Орловської духовної семінарії.
У 1904—1915 роках — єпархіальний місіонер Волинської єпархії.
У 1907 році пострижений у чернецтво і висвячений у сан ієромонаха. З 1910 року — архімандрит.
У 1915—1916 роки — єпархіальний місіонер Харківської єпархії.
5 червня 1916 року в Спасо-Преображенському соборі міста Суми хіротонізований в єпископа Сумського, вікарія Харківської єпархії. Єпископ Митрофан першим із Сумських вікарних єпископів став жити в Сумах.
Був давнім співробітником Антонія (Храповицького), користувався особливою його довірою. Управялял єпархією під час частих поїздок архієпископа Антонія.
У березні/квітні 1919 року Вища Церковне Управління на Україні постановив призначити на Харківську кафедру єпископа Митрофана. Проте ця постанова не було затверджено Патріархом Тихоном; сам єпископ Митрофан особисто звернувся з листом до Патріарха Тихона з проханням не покладати на нього цей важкий хрест.
У грудні 1919 року єпископ Митрофан покинув Суми з відступаючої Білою армією.
Очолив створений на початку грудня 1919 року при ВВЦУ ЮВР Комітет допомоги біженцям духовного звання, але вже в січні припинив займати цей пост у зв'язку з від'їздом з Катеринодара.
У 1920 році емігрував з Криму в Югославію. 18 лютого прибув у Белград.
Брав участь у першому Карловацького соборі 1921 року.
У 1922 році прийнятий в клір Сербської Православної Церкви.
В 1922—1933 роках настоятель сербських монастирів Св. Стефана і Св. Романа, а потім монастирі Раковиця, поблизу Белграда. Будучи знавцем Церковного Статуту і співу, створив при монастирі Раковиця школу церковного співу.
Був призначений настоятелем монастиря Високі Дечаны і був там начальником духовного училища («Черниця школа»).
У 1937 році йому присуджено югославський орден Святого Сави 2-го ступеня.
У 1941 році, незабаром після розгрому югославської армії, учні, учителі та директор монастирської Митрофан (Абрамов) виїхали з Лаври в Сербію. Прийняв схиму з ім'ям Макарій.
Помер 4 листопада 1945 року у Белграді. Похований у Белграді у Іверської каплиці.

## Твори
- Православный противосектантский катихизис / Сост. Волын. епарх. миссионер, иером. Митрофан (Абрамов); Под ред. высокопреосвященного Антония, архиепископа Волын. и Житомир. 1909
- Краткий разбор вероучения штундобаптистов: Лекции, произнесенные на Миссионерских курсах в Почаев. лавре с 17 по 25 сент. 1909 г. / Изложил Волынский епархиальный миссионер, иеромонах Митрофан Под ред. высокопреосвященнейшего Антония, архиеп. Волынского и Житомирского. — Житомир: Волынское Владимиро-Васильевское братство, 1909. [Архівовано 14 травня 2016 у Wayback Machine.]